# Кароку
Karoku (嘉禄) је јапанска ера (ненко) која је настала после Генин и пре Антеи ере. Временски је трајала од априла 1225. до децембра 1227. године и припадала је Камакура периоду. Владајући монарх био је цар Го-Хорикава.

## Важнији догађаји Кароку ере
- 1225. (Кароку 1, једанаести месец): Куџо Јорицуне, осмогодишњи шогун, слави у Камакури церемонију преласка из детињства у одрасло доба. Сва моћ је у рукама регента Хоџа Јасутокија који се уместо њега бави пословима бакуфуа.[3]
- 1225. (Кароку 1, дванаести месец): Цар Го-Хоракава у званичној поворци посећује храмове Камо и Ивашимизу.[3]
- 1226. (Кароку 2, први месец): Цар уздиже Јорицунеа на вишу лествицу у дворској хијерархији.[3]